# Zygmunt Wolski (1908–1942)
Zygmunt Wolski pseud. Zygmunt (ur. 2 maja 1908 w Woli Grąbieckiej koło Sierpca, zm. 18 września 1942 w Płocku) – nauczyciel, działacz oświatowy, radykalnego ruchu ludowego i komunistycznego, przewodniczący Okręgowego Komitetu i członek Komitetu Centralnego RRR-Ch „Młot i Sierp”, pełnomocnik Komitetu Centralnego PPR na Obwód Łódzki.
Ukończył szkołę powszechną, następnie studiował w seminariach nauczycielskich w Skępem i Gnieźnie, następnie (1928) został nauczycielem. Działał w lewicowym odłamie ruchu ludowego, a na przełomie lat 20. i 30. XX w. działał w OM TUR na Polesiu, gdzie nauczał. W 1931 został zwolniony z pracy za prowadzenie agitacji politycznej i wrócił na północno-zachodnie Mazowsze. Wstąpił do SL, działał wśród chłopów, organizował koła ZMW „Wici” w powiecie sierpeckim i w sąsiednich powiatach. Prowadził wszechstronną działalność kulturalno-oświatową. Już wówczas utrzymywał kontakty z działaczami KPP. W czerwcu 1935 został aresztowany na powiatowym zjeździe ZMW „Wici” w Grąbiu i skazany na 8 miesięcy więzienia w zawieszeniu pod zarzutem nawoływania do rewolucji. Wkrótce wstąpił do KPP i odtąd działał nie tylko wśród chłopów, ale i wśród robotników.
Uznany za szczególnie niebezpiecznego komunistę, na przełomie 1937/1938 został aresztowany i osadzony na pół roku w obozie w Berezie Kartuskiej.
Po klęsce wrześniowej 1939 odnowił kontakty z dawnymi współtowarzyszami z KPP, a w czerwcu 1940 został członkiem Okręgowego Komitetu RRR-Ch „Młot i Sierp” dla Północnego Mazowsza. Od wyjazdu jednego z kierowników tej organizacji, Juliana Wieczorka, do Warszawy, Wolski był ideowym i organizacyjnym przywódcą „Młota i Sierpa” na północnym Mazowszu. Wkrótce został członkiem KC RRR-Ch. Po fali aresztowań wśród przywódców RRR-Ch latem 1941 wyjechał do Warszawy, by odtworzyć centralne kierownictwo. Po powstaniu PPR został pełnomocnikiem jej KC na Obwód Łódzki i skierowany do okręgu płockiego w celu organizowania struktur tej partii. Jednak przed dotarciem do Płocka w nocy na 4 kwietnia 1942 został aresztowany i przewieziony do siedziby płockiego gestapo, gdzie przeszedł okrutne śledztwo, potem przewieziony do obozu koncentracyjnego w Działdowie, skąd na początku września 1942 przewieziono go z powrotem do Płocka, gdzie został powieszony w publicznej egzekucji.
Po wojnie w miejscu, gdzie został stracony, zbudowano pomnik. Uchwałą Prezydium KRN z 6 września 1946 pośmiertnie odznaczony Orderem Krzyża Grunwaldu II klasy. Jego imieniem nazwano wiele szkół w PRL-u. Dzisiejsza ul. Chopina w Sierpcu nosiła nazwę „plac Wolskiego”.